# アース神族とヴァン神族の戦い
アース神族とヴァン神族の戦い（アースしんぞくとヴァンしんぞくのたたかい。英語: Æsir–Vanir War）は、北欧神話におけるアース神族とヴァン神族との間の戦争である。
アースガルズが造られた当初、魔術的能力「セイズ」に優れたヴァン神族のグルヴェイグらが侵入してくると、アースガルズに脅威を与えた。アース神族たちはグルヴェイグを滅ぼそうとしたが、彼女を槍で貫いたり火で焼いたりしても3度蘇り、グルヴェイグを殺すことができなかった。こうして領土拡大や黄金への欲得に溺れたアース神族は、ヴァン神族に戦争を挑もうとする。オーディンの率いるアース神族とニョルズの率いるヴァン神族の間で戦争が始まった。戦いは長期間続き、アースガルズの防備壁は度々破壊された。
その後、神々は人質を交換することで戦い和解したことを決める。ヴァン神族は最も優秀なニョルズとその息子のフレイ、娘のフレイヤを人質として差し出し、アースガルズに住む。ところが対するアース神族は無能な神ヘーニルと巨人ミーミルを人質として差し出し、これを侮辱だと感じたヴァン神族はミーミルを殺し、その首をアースガルズへ送り返された。